# Cymbidium kanran
Cymbídium kanrán — вид багаторічних трав'янистих рослин родини орхідних (Orchidaceae).
Один з найпоширеніших видів цимбідіум в кімнатній і садової культурі Китаю і Японії.
Загальноприйнятої української назви не має.

## Синоніми
За даними Королівських ботанічних садів в К'ю:
- Cymbidium kanran F. purpurascens MAKINO , 1902
- Cymbidium oreophilum Hayata , 1914
- Cymbidium purpureohiemale Hayata, 1914
- Cymbidium linearisepalum Yamam. , 1930
- Cymbidium linearisepalum f. atropurpureum Yamam., 1932
- Cymbidium tosyaense Masam. , 1935
- Cymbidium sinokanran Yen , 1964
- Cymbidium kanran var. Purpureohiemale (Hayata) SSYing , 1977

## Етимологія та історія опису
Китайська назва — 寒兰.
Японська назва — カンラン,寒兰(зимова орхідея).

## Біологічний опис
Пагін симподіального типу.
Псевдобульби слабо розвинені, яйцеподібні 2-4 × 1-1,5 см, повністю приховані піхвами 3-5 (до 7) листя.
Коріння м'ясисте, довге.
Листя вузьке, лінійне, сидяче, матове, однотонно-зелене, 40-70 см довжиною, 0,9-1,7 см шириною.
Суцвіття вертикальне, 25-60 (до 80) см завдовжки, 5-12-ти квіткова китиця.
Квітки сильно і приємно ароматні, колір мінливий. Пелюстки вузькі, відтягнуті на верхівці. Колонка 10-17 мм. Полінії — 4 (у двох парах).
Число хромосом: 2n = 40, 41.
Цвітіння з серпня по грудень.

## Ареал, екологічні особливості
Китай, Тайвань, Японія (Західний Хонсю, Сікоку, Кюсю), Корея.
Наземна рослина або літофіт. За даними китайських авторів: Cymbidium kanran надає перевагу затіненим, вологим місцям існування в лісах на кам'янистих схилах на висотах від 400 до 2400 метрів над рівнем моря. За іншою інформацією: 800—1800 метрів над рівнем моря.
У Кореї на висотах 200—600 метрів над рівнем моря.
Належить до числа видів, що охороняються (II додаток CITES).

## У культурі
Cymbidium kanran цінується за естетичну форму вегетативної частини і аромат квіток. У культурі поширено безліч садових різновидів, що відрізняються різним забарвленням і деталями будови квіток і варіегатністю листя.
Для закладання генеративних пагонів потрібні нічні температури близько 5-10 ° C.
Через довгі і потужні корені, рослини містять у високі, спеціально зроблені для цимбідіумів горщики, що нагадують за формою вазу. При культивуванні рослин у звичайних горщиках спостерігається менш інтенсивне цвітіння.
Субстрат: суміш дрібного щебеню або шматочків лави , кори сосни , коріння Осмунда, деревного вугілля і сфагнуму відрізняється хорошою повітропроникністю. Під час посадки особлива увага приділяється відсутності порожнеч в горщику.
Співвідношення окремих компонентів субстрату залежить від мікро- і макрокліматичних умов. Деякі квітникарі Азії, що живуть у країнах з теплим кліматом використовують як субстрат тільки кам'янисті суміші. Для країн з холодною зимою рекомендується субстрат включає органічні компоненти. Щільність ґрунтової суміші повинна бути така, щоб вода при поливі повністю просочувалася крізь весь субстрат протягом 10 секунд.
Полив рівномірний протягом усього року. Взимку полив скорочують.
Пересадка проводиться весною, один раз на 2-3 роки.